# Marconiplein

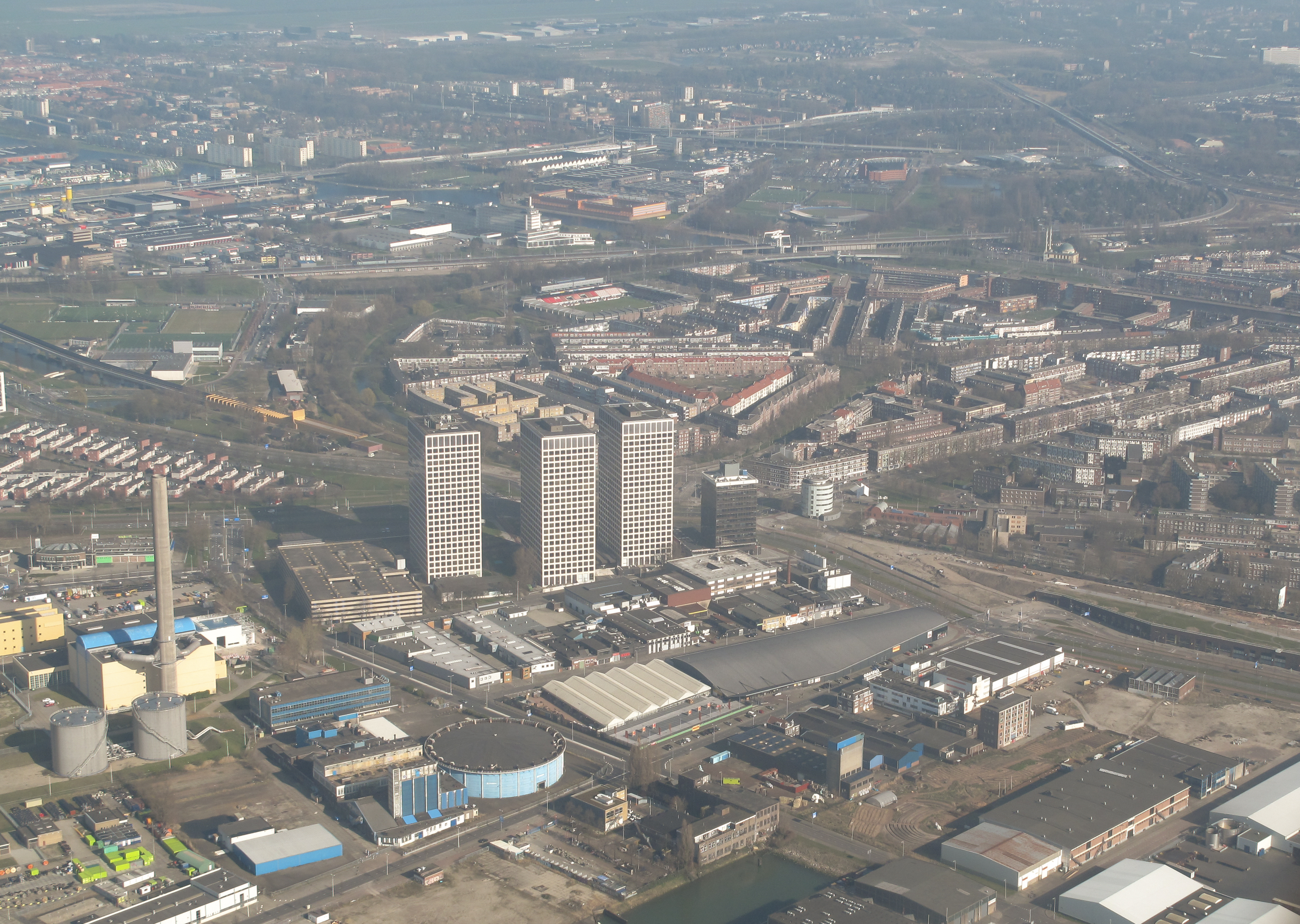
Marconiplein en Spangen

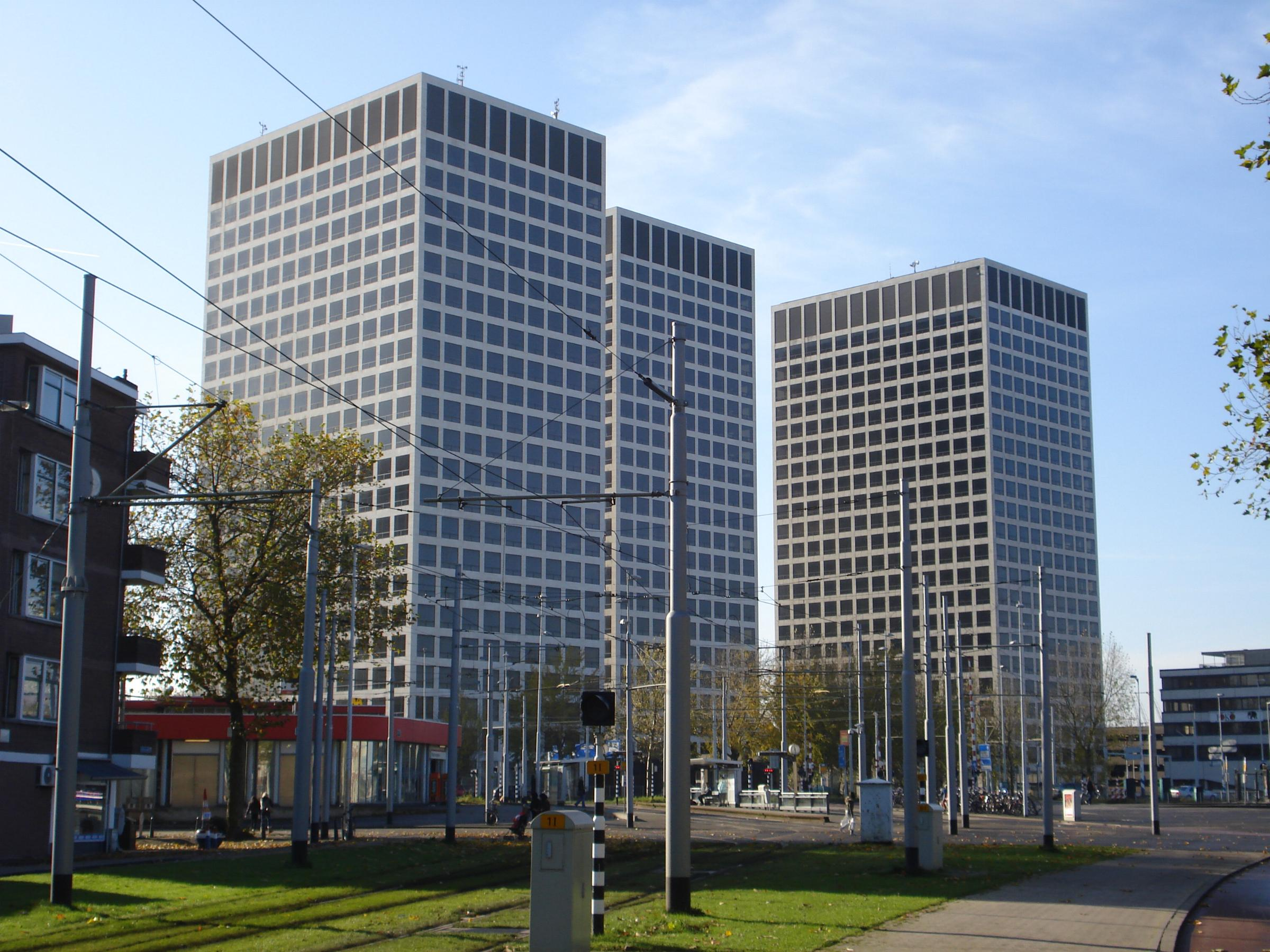
Het Europoint-complex bij het Marconiplein

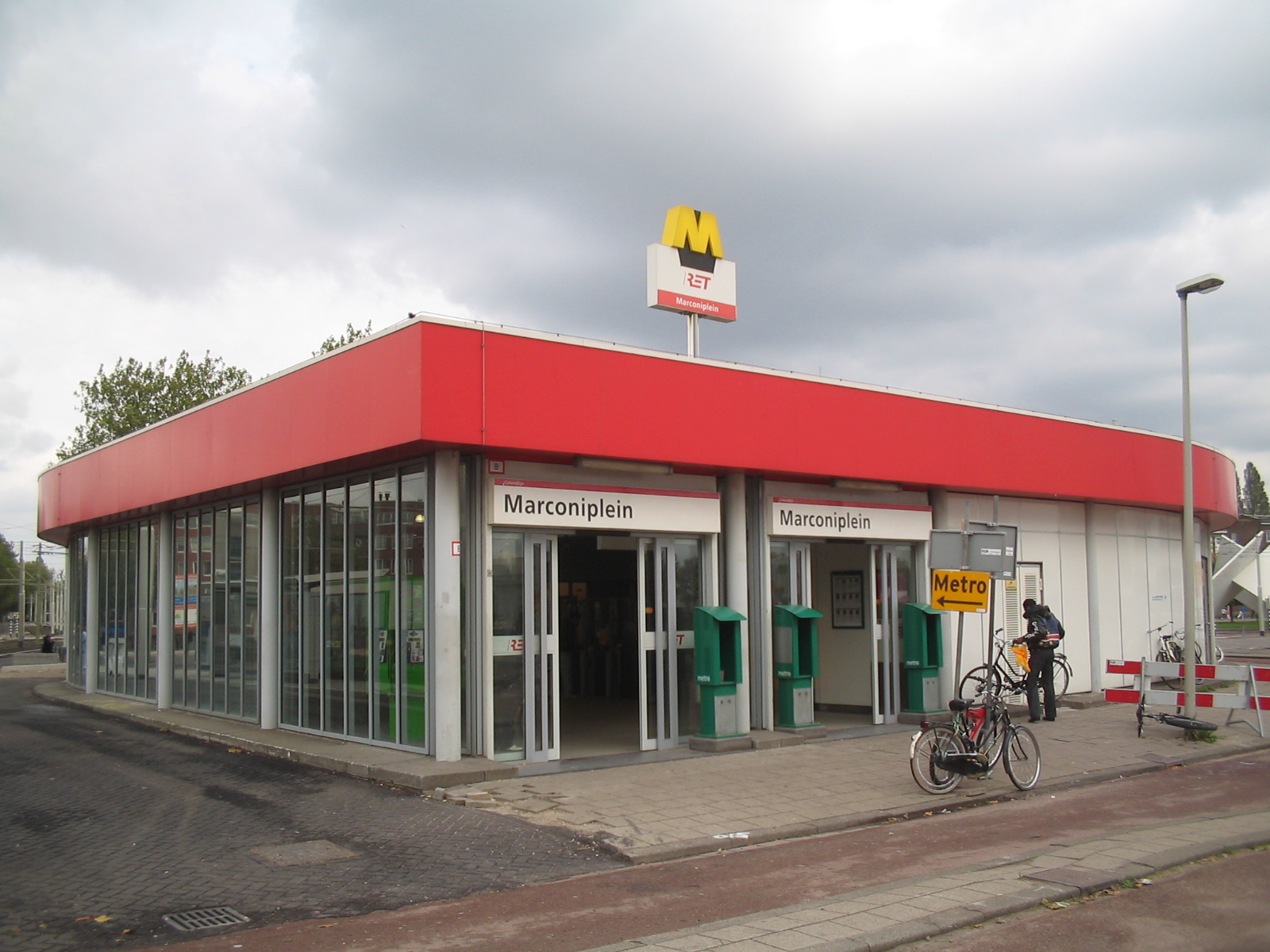
Ingang metrostation Marconiplein

Het Marconiplein is een plein in het westen van de Nederlandse stad Rotterdam. 
Voorheen heette deze locatie (de) Hoge Bomen, evenals een nabijgelegen voormalige school. 
Het plein vormt een knooppunt van vele wegen, waaronder de belangrijke verkeersaders de Schiedamsedijk, de Franselaan/S114 en de Mathenesserweg en het is een knooppunt voor het openbaar vervoer. 
Het plein is genoemd ter ere van de Iers-Italiaanse natuurkundige Guglielmo Marconi, die als uitvinder van de draadloze telegrafie in 1895 een onschatbaar waardevolle toepassingsmogelijkheid introduceerde die de reeds 60 jaar eerder door de Amerikaanse uitvinder Samuel Morse bedachte communicatiecode morse complementeerde. De combinatie van beide uitvindingen bleek uiterst nuttig voor de internationale scheepvaart, die voor Rotterdam sinds de tweede helft van de negentiende eeuw als snel groeiende handelshaven een steeds grotere economische betekenis kreeg. 
In de volksmond wordt het Marconiplein ook wel gekscherend het Macaroniplein genoemd..
Hoewel de buurgemeente en kleinere havenstad Schiedam zowel een Marconistraat als een Morsetraat kent om de bedenkers van de beide complementaire uitvindingen te eren, kent Rotterdam echter uitsluitend een vernoeming naar Marconi. 
Er bevindt zich overigens ook een Marconiplein in de Zeeuwse stad Goes. Ook was ooit in Nederlands-Indië een Marconiplein in de stad Bandoeng, de huidige stad Bandung in de Indonesische stad Bandung, waar het tegenwoordig Cirebon Lapangan genoemd.

## Ligging
Het Marconiplein ligt in het westen van de Rotterdamse deelgemeente Delfshaven, op de grens van de wijken Bospolder, Tussendijken, Spangen en het Witte Dorp. Op het plein komen de Mathenesserdijk, de Mathenesserweg, de Tjalklaan, de Vierhavenstraat en de Schiedamseweg samen. Het grenst aan het havengebied Nieuw-Mathenesse. Het plein maakt deel uit van Schielands Hoge Zeedijk en vorm zo een onderdeel van de primaire waterkering van het hoogheemraadschap van Schieland.

## Geschiedenis
Sinds 1908 ligt op de plaats van het huidige Marconiplein de kruising van de Havenspoorlijn en de tramlijn tussen Rotterdam en Schiedam. In de jaren 1920 werd het Marconiplein bebouwd. Enige tijd was hier de eerste Nederlandse Fordfabriek gevestigd, deze verhuisde begin jaren 1930 naar Amsterdam.
Bij het geallieerde bombardement op Rotterdam-West van 31 maart 1943 zijn plein en omgeving zwaar getroffen. De brandgrens is nog steeds zichtbaar: alleen het huizenblok tussen de Mathenesserweg en de Mathenesserdijk stamt van voor de oorlog, de rest van de bebouwing is van na de Tweede Wereldoorlog.
Sinds 25 april 1986 is onder het plein metrostation Marconiplein van de Calandlijn in gebruik.

## Hoogbouw
Aan het Marconiplein staan de Europoint-gebouwen. De Rotterdammers noemen het ook wel De Punt. Het Europoint-complex bestaat uit het Overbeekhuis uit 1965 en drie kantoortorens van 90 meter hoog uit de periode 1971-1975. In het Europointcomplex was onder meer Gemeentewerken Rotterdam gevestigd en een filiaal van het regionale Zadkine College. De grond was eigendom van Overbeek, een handelsbedrijf. Dat heeft samen met een projectontwikkelaar eerst het Overbeekhuis laten bouwen en daarna de andere gebouwen van Europoint. Twee van de torens die na de verhuizing van Gemeentewerken leegstonden, zijn verbouwd tot appartementencomplex. Bij de opening in 2019 werden ze vernoemd naar de Rotterdamse zanger Lee Towers.

## Openbaar vervoer
Het Marconiplein is een openbaar vervoer-knooppunt. Op het Marconiplein stoppen de RET-tramlijnen 1, 7, 8 en 11 en bus 42. Ondergronds stoppen de metrolijnen A, B en C bij metrostation Marconiplein. 
Terwijl het Marconiplein het eindpunt vormt van tramlijn 7 verbinden via dit plein twee andere tramlijnen via het Marconiplein de stad Rotterdam met de westelijke buurgemeenten Schiedam en Vlaardingen: respectievelijk de tramlijnen 1 (eindpunt Holy) en 11 (eindpunt Woudhoek).
Aan de rand van het plein doorkruiste voorheen een havenspoor de tramsporen op het plein.